# Pinnatella filifera
Pinnatella filifera là một loài rêu trong họ Neckeraceae. Loài này được (Mitt.) M. Fleisch. mô tả khoa học đầu tiên năm 1906.